# Victoire Bauduceau
Victoire Bauduceau, épouse Revéillère, née le 19 septembre 1745 à Thouars dans les Deux-Sèvres et morte le 1er février 1794 à Avrillé en Maine-et-Loire, est une des quatre-vingt-dix-neuf martyrs d'Angers. Elle est déclarée Bienheureuse par le pape Jean-Paul II, en 1984.

## Biographie
Victoire Bauduceau est la fille de Laurent Bauduceau (1712-1783) — notaire et sénéchal du comté de Vihiers, juge civil, criminel et de police de la baronnie de Doué-la-Fontaine, puis de Passavant-sur-Layon — et de Marie Chachereau (1706-1782). Elle se marie le 21 mai 1765, à Doué-la-Fontaine avec Gilles Jacques Revéillère. Elle est la mère de Victoire Marie Revéillère (1766-1835).
Contre l'avis de son époux, elle a désiré que le mariage de sa fille, Victoire-Marie, soit célébré par un prêtre non constitutionnel. Pour cela, elle a obtenu du frère de son futur gendre François Tharreau, administrateur du district de Cholet, une ordonnance du juge Gennet, ancien sénéchal de Cholet, pour que le mariage de sa fille puisse être célébré par le ministre religieux de son choix. Ce mariage a été célébré par l'abbé Coulommier, curé légitime, non constitutionnel, déporté en Espagne en 1796. Cet épisode est à l'origine de son arrestation par le comité révolutionnaire de Cholet. Avec 163 femmes de la prison du calvaire d'Angers, Victoire Bauduceau meurt le 1er février 1794, fusillée au Champ des martyrs.

## Contexte historique
À la suite de la défaite des Vendéens durant la virée de Galerne et à la mise en place de la Terreur, les républicains font prisonniers des milliers de Vendéens.
Entre avril et janvier 1794, près de 2 000 personnes sont fusillées à Avrillé par les colonnes infernales de Turreau dans le champ de la ferme Desvallois. Appelé par la suite « Champ des Martyrs » le lieu où se déroulèrent ces exécutions, est devenu un lieu de pèlerinage en Anjou ; une chapelle dédiée à Saint-Louis y est édifiée en 1852.

## Arrestation et détention
Une des premières arrestations faite par le comité révolutionnaire de Cholet fut celle de Mme Revéillère et de l'une de ses filles, Renée, le 9 novembre 1793. La famille riche, influente et presque toute patriote, fit aussitôt de nombreuses démarches près de Robin pour obtenir, sinon la liberté de leurs parentes, au moins qu'elles fussent dispensées de la prison. Robin y consentit sous caution du citoyen Combault, vrai républicain. Elles sont mises en résidence surveillée à leur domicile et non en prison au début, grâce à leurs relations.
Le 13 janvier 1794, Victoire Bauduceau est réellement internée avec sa fille Marie par un nouveau comité révolutionnaire, puis transférée à la prison d'Angers. Elle est incarcérée le 18 janvier 1794 dans l'ancien couvent du calvaire d'Angers. Joseph Clemenceau qui dirige le tribunal révolutionnaire d'Angers indique : « Elle a fanatisé la moitié de Cholet avant et après la guerre de Vendée et, depuis la rentrée des troupes républicaines dans Cholet, elle a chez elle la nuit tenu des conciliabules secrets, fait dire ou semblé dire elle-même (sic) des messes. La république a besoin de se purger. A avoué que pendant les différents séjours de l'armée contre-révolutionnaire, elle avait logé sur billets du comité contre-révolutionnaire de cette armée, un nombre de brigands, n'a jamais crié vive le roi, a ajouté qu'elle se flattait d'avoir un mari patriote ».
De nombreux certificats de républicains sont envoyés en sa faveur. Victoire Bauduceau a reconnu que des ossements découverts à son domicile avaient été apportés par un officier patriote qui « s'amusait à disséquer ». Un capitaine et un médecin quartier-maître du corps de cavalerie de la Haute-Vienne certifient que c'est eux qui avaient déposé le squelette dans la chambre qu'ils avaient occupée. Gilles Revéillère n'est pas témoin pendant le procès de sa femme Marie Bauduceau et ne semble pas y assister ; il est alors à Nantes, soi-disant malade.
Revéillère ne semble pas avoir fait beaucoup d'efforts pour tirer sa femme des mains du terrible tribunal. Il en a fait davantage pour lui-même quand il a eu à se défendre devant la commission militaire de Nantes. Suspect et dénoncé par des réfugiés choletais, il a été emprisonné à la prison des Saintes-Claires à Nantes en mars 1794 (après la mort de sa femme) et a comparu le 15 avril 1798 devant la commission militaire présidée par Lenoir. Devant la production de certificats de civisme il a été libéré en mars 1798.

## Béatification
En 1905, Joseph Rumeau, évêque d’Angers, introduit la cause d’un certain nombre de victimes d'Avrillé et d'Angers mises à mort en haine de la foi et de l’Église catholique. Une procédure canonique de béatification est alors lancée. Le décret proclamant le martyre de quatre-vingt-dix-neuf de ces victimes — dont Perrine Potier qui est alors déclarée vénérable — est promulgué le 9 juin 1983 : ce sont les Martyrs d'Angers. Leur béatification est célébrée solennellement le 19 février 1984 par le pape Jean-Paul II à la basilique Saint-Pierre de Rome.

## Fête
- Le 1er février[7] et le 16 avril.

## Prénom
- Victoire